# カード型データベース
カード型データベース（カードがたデータベース）は、データベースの構造の一つで、ある構造を持ったレコードを、単純に必要なだけ積み重ねた構造を持つ。このモデルのデータベース管理システム(DBMS)を、カード型DBMS、カード型データモデル、あるいは単に簡易データベースなどと呼ぶことも多い。

## 概要
このデータモデルでは、枠の中に項目名が書かれ、そこに情報を書き込んでいく住所録のような構造をしている。もともとこれは、梅棹忠夫が、自著『知的生産の技術』で提唱した京大式カードをコンピュータソフトでデジタル的に発展させたものとも言われる。
設計も操作も簡単で、動作も軽量だが、複雑・大量のデータを扱う場合は、重複したデータが多く発生し、記録に必要な容量や検索性などの面で効率はよくない。
Microsoftの表計算アプリケーションソフトウェアであるExcelなどでも作ることが出来るが、専用のソフトウェア（データベース管理システム）も存在する。
かつて広く利用されていたオペレーティングシステムのWindows 3.1にも、同種の標準的アプリケーションソフトウェアが（いくつか）入っていたが、データ量が増えるに従って管理することが難しくなることから、今日では複雑なデータを扱っているデータベースにおいては、関係データベース等の他方式に置き換わっている。
しかし現在でも、携帯電話を含む情報機器の、メモ帳、住所録や電子辞書機能なども、この一種であると言える（ただし内部的には本格的な関係データベースが使われている場合もある）。

## 利点と問題点
このデータモデルでは、とにかくデータ構造が簡単で、また複雑な処理を必要としない。このため初期の処理能力の低いパーソナルコンピュータでも、比較的素早い動作が期待できた。
しかし項目が増えてくると、この方式は些か厄介な問題を抱えることとなる。
例えばこのモデルで、
とある商店が取り扱い商品のデータベースを構築した場合、各々のレコード（一枚のカードに相当する概念）には商品の名称からその特徴・価格・仕入先・仕入れ値・梱包単位などと言った様々な商品に関係する情報が記録される。
中には幾つかの商品を同じ仕入先から仕入れている場合もあるだろうが、その仕入先メーカーの連絡先も各々のレコードに同じ内容の物が重複して記録されているとしよう。ここで連絡先が移転などにより変更となった場合、全てのレコードから同じ仕入先の商品を呼び出して、それぞれのレコードに記載された仕入先のデータを書き換えていかなければならない。
これが小さな商店で、同じ仕入先から仕入れている商品が数種程度ならさほど手間もかからないが、スーパーマーケットや百貨店のような膨大な種類の商品を取り扱う商店で、同じ仕入先から多種多様な商品を仕入れていた場合、これを修正するだけで相応に時間がかかる。もし、修正作業中に他の部署が在庫が切れたからと幾つかの商品を発注する際に、同じメーカーのはずなのに、違う連絡先が書かれたレコードが存在していたら、無用な混乱が発生しかねない。
むろん、ここに挙げたのはほんの一例であるが、住所録のように氏名・住所・電話番号といったような単純な情報の羅列程度では問題はないものの、少々1レコード中に欲張って様々な情報を入れ込んだ場合、ちょっとした変更を修正するのに多大な労力を要求され、また検索対象となる1レコードのデータ量が大きくなることから検索性が低下したり、余計な容量が必要となることは避けられず、その用途は「複雑ではない・レコードの数も限られる」ものに限定される。

## 種類
カード型データモデルを採用した市販のデータベースソフトには、以下がある。
- Bento
- FileMaker（Ver.3以降はリレーショナルと共存）
- The Card
- 桐
- 漢字データボックス - 日本IBM（販売終了）